# لوکا آتاناسیو
لوکا آتاناسیو (انگلیسی: Luca Attanasio؛ ۲۳ مهٔ ۱۹۷۷ – ۲۱ فوریهٔ ۲۰۲۱) سیاست‌مدار اهل ایتالیا بود. وی سفیر ایتالیا در جمهوری دموکراتیک کنگو بود که در جریان حمله افراد مسلح در شرق جمهوری دموکراتیک کنگو و در نزدیکی شهر گوما کشته شد.